# Клин (Ленинградская область)
Клин — деревня в Выскатском сельском поселении Сланцевского района Ленинградской области.

## История
Деревня Клин упоминается на карте Санкт-Петербургской губернии Ф. Ф. Шуберта 1834 года.

КЛИН — деревня принадлежит ведомству Павловского городового правления, число жителей по ревизии: 31 м. п., 31 ж. п. (1838 год)

КЛИН — деревня Павловского городового правления, по просёлочной дороге, число дворов — 7, число душ — 35 м. п. (1856 год)

КЛИН — деревня Павловского городового правления при колодце, число дворов — 12, число жителей: 60 м. п., 63 ж. п. (1862 год) 

В XIX — начале XX века деревня административно относилась к Выскатской волости 1-го земского участка 1-го стана Гдовского уезда Санкт-Петербургской губернии.
Согласно Памятной книжке Санкт-Петербургской губернии 1905 года деревня входила в Беломукинское сельское общество.

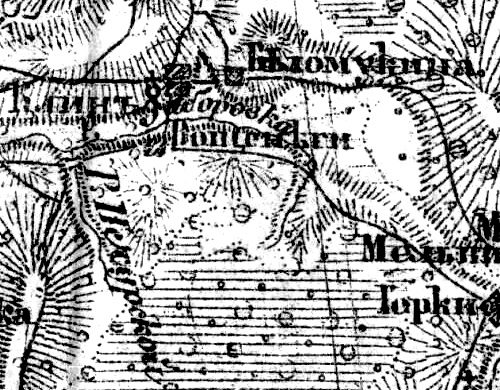
Деревня Клин на карте 1919 года

Согласно карте Петроградской и Эстляндской губерний 1919 года в деревне находилась деревянная часовня.
С 1917 по 1924 год деревня входила в состав Клинского сельсовета Выскатской волости Гдовского уезда.
С 1924 года, в составе Понаницкого сельсовета.
С 1926 года, в составе Клинского сельсовета.
С августа 1927 года, в составе Рудненского района.
С 1928 года, в составе Попковогорского сельсовета. В 1928 году население деревни составляло 112 человек.
По данным 1933 года деревня входила в состав Попковогорского сельсовета Рудненского района. С августа 1933 года, в составе Гдовского района.
С января 1941 года, в составе Сланцевского района.
С 1 августа 1941 года по 31 января 1944 года, германская оккупация.
С 1963 года, в составе Кингисеппского района.
По состоянию на 1 августа 1965 года деревня Клин входила в состав Выскатского сельсовета Кингисеппского района. С ноября 1965 года, вновь в составе Выскатского сельсовета Сланцевского района. В 1965 году население деревни составляло 21 человек.
По данным 1973 года деревня Клин входила в состав Попковогорского сельсовета Сланцевского района.
По данным 1990 года деревня Клин входила в состав Выскатского сельсовета.
В 1997 году в деревне Клин Выскатской волости проживали 14 человек, в 2002 году — также 14 человек (все русские).
В 2007 году в деревне Клин Выскатского СП проживали 13, в 2010 году — 19, в 2011 году — 15, в 2012 году — 13, в 2013 году — 11, в 2014 году — 15 человек.

## География
Деревня расположена в центральной части района на автодороге 41К-805 (Клин — Заборожка), к югу от автодороги 41К-783 (Попкова Гора — Казино).
Расстояние до административного центра поселения — 8 км.
Расстояние до ближайшей железнодорожной платформы Сланцы — 15 км.

## Демография
| 1862 | 2007 | 2010 | 2017 |
| ---- | ---- | ---- | ---- |
| 123  | ↘13  | ↗19  | ↘13  |

## Инфраструктура
На 2014 год в деревне было зарегистрировано семь домохозяйств.